# Out of Nowhere (альбом Винни Мура)
Out of Nowhere — четвертый студийный альбом американского гитариста Винни Мура, выпущенный 16 апреля 1996 году на Mayhem Records.

## Список композиций
Слова и музыка всех песен — Винни Муром, кроме особо отмеченных.
| №   | Название                                 | Длительность |
| --- | ---------------------------------------- | ------------ |
| 1.  | «With the Flow»                          | 3:45         |
| 2.  | «Losing Faith»                           | 4:09         |
| 3.  | «Echoes»                                 | 4:09         |
| 4.  | «Thunderball»                            | 3:29         |
| 5.  | «From Now On»                            | 3:47         |
| 6.  | «Time Traveler»                          | 4:13         |
| 7.  | «VinMan's Brew»                          | 4:20         |
| 8.  | «She's Only Sleeping»                    | 3:47         |
| 9.  | «Am I Only Dreaming?» (Мур, Брайан Тичи) | 4:01         |
| 10. | «770 Days»                               | 3:44         |
| 11. | «Move That Thang!»                       | 3:56         |
| 12. | «Winter Sun»                             | 1:55         |

## Участники записи
- Винни Мур — гитара
- Брайан Тичи — ударные
- Дориан Хартсонг — бас-гитара

Производство
- Пол Хэммингсон — звукорежиссёр, микширование, продюсер
- Брайан Стовер — звукорежиссёр
- Брэд Катьетт — звукорежиссёр
- Том Кэдли — микширование
- Грег Калби — мастеринг